# Правдинское нефтяное месторождение
Правдинское — крупное нефтяное месторождение в России. Расположено в Ханты-Мансийском автономном округе, вблизи городского поселения Пойковский Нефтеюганского района. Открыто в 1966 году. Освоение началось в 1968 году.
Нефтеносность связана с отложениям нижнемелового и верхнеюрского возраста. Залежи на глубине 2,0 — 2,9 км. Выявлено 9 залежей нефти. Пластовые давления 21,7-24,7 МПа, темп-ры 76-102 °C. Плотность нефти 837—920 кг/м³, содержание S 0,6-1,6 %.
Месторождение относится к Западно-Сибирской провинции.
Оператором месторождение является российская нефтяная компания ООО «РН-Юганскнефтегаз», принадлежащее компании «Роснефть». Добыча нефти на месторождении в 2007 г. — составила 9 млн тонн.